# Morsang-sur-Seine
Morsang-sur-Seine är en kommun i departementet Essonne i regionen Île-de-France i norra Frankrike. Kommunen ligger i kantonen Saint-Germain-lès-Corbeil som tillhör arrondissementet Évry. År 2022 hade Morsang-sur-Seine 584 invånare.

## Befolkningsutveckling
Antalet invånare i kommunen Morsang-sur-Seine
| Referens: INSEE |